# Pulmonaria carnica
Pulmonaria carnica är en strävbladig växtart som beskrevs av Wilhelm Sauer. Pulmonaria carnica ingår i släktet lungörter, och familjen strävbladiga växter. Inga underarter finns listade i Catalogue of Life.